# Sungai Butang
Sungai Butang is een bestuurslaag in het regentschap Sarolangun van de provincie Jambi, Indonesië. Sungai Butang telt 1473 inwoners (volkstelling 2010).